# 미노부역
미노부역(일본어: 身延駅)은 일본 야마나시현 미나미코마군 미노부정에 있는 도카이 여객철도 미노부 선의 역이다. 단선 · 섬식의 형태를 합친 복합 구조의 철도 역사이다.

## 타는 곳
| 1 | ■ 미노부 선 | 상행 | 후지 방면 |
| 1 | ■ 미노부 선 | 하행 | 고후 방면 |
| 2 | ■ 미노부 선 | 하행 | 고후 방면 |
| 3 | ■ 미노부 선 | 상행 | 후지 방면 |

## 이용 현황
| 연도     | 하루 평균 승차 인원 |
| 2005년도 | 449                 |
| 2006년도 | 441                 |
| 2007년도 | 479                 |
| 2008년도 | 455                 |
| -------- | ------------------- |

## 역 주변
- 후지강

## 인접 정차역
| 도카이 여객철도 미노부 선 | 도카이 여객철도 미노부 선 | 도카이 여객철도 미노부 선 |
| ------------------------- | ------------------------- | ------------------------- |
| 가이오시마 후지 방면      | ■ 미노부 선               | 시오노사와 고후 방면      |